# 80. pehotni polk (Avstro-Ogrska)
Za druge 80. polke glejte 80. polk.
80. pehotni polk (izvirno nemško Infanterie-Regiment Nr. 80; dobesedno slovensko: Pehotni polk št. 80) je bil pehotni polk k.u.k. Heera.

## Poimenovanje
- Galizisches Infanterie Regiment »Wilhelm Ernst Großherzog von Sachsen-Weimar-Eisenach, zu Sachsen« Nr. 80
- Infanterie Regiment Nr. 80 (1915 - 1918)

## Zgodovina
Polk je bil ustanovljen leta 1860. 

### Prva svetovna vojna
Polkovna narodnostna sestava leta 1914 je bila sledeča: 68% Rutencev, 25% Poljakov in 7% drugih. Naborni okraj polka je bil v Zloczówu, pri čemer so bile polkovne enote garnizirane sledeče: Lemberg (štab, I. in III. bataljon), Zloczów (II. bataljon) in Nevesinje (IV. bataljon).
Med prvo svetovno vojno se je polk bojeval tudi na soški fronti. Tako je polkov IV. bataljon 22. oktobra 1915 med boji na Mrzlem vrhu izgubil tretjino moštva.
V sklopu t. i. Conradovih reform leta 1918 (od junija naprej) je bilo znižano število polkovnih bataljonov na 3.

## Organizacija
1918 (po reformi)
- 1. bataljon
- 2. bataljon
- 3. bataljon

## Poveljniki polka
- 1865: Gottfried Auersperg[8]
- 1879: Albin Kövess von Kövessháza[9]
- 1908: Philipp von Rechbach[10]
- 1914: Josef Kruzlewski[1]